# Рысь-Кедва
Рысь-Кедва — река в России, протекает по Республике Коми. Правая составляющая реки Кедва. Устье реки находится в 7 км по правому берегу реки Кедва. Длина реки составляет 32 км.

## Притоки
- Люби-Вож
- Асыввож
- Войвож

## Данные водного реестра
По данным государственного водного реестра России относится к Двинско-Печорскому бассейновому округу, водохозяйственный участок реки — Вычегда от города Сыктывкар и до устья, речной подбассейн реки — Вычегда. Речной бассейн реки — Северная Двина.
Код объекта в государственном водном реестре — 03020200212103000021067.